# Claude Deruet

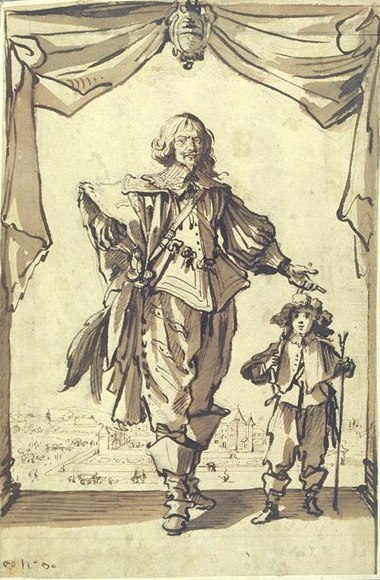
Retrato de Claude Déruet acompanhado por seu filho Henri-Nicolas.

Claude Déruet (Nancy, 1588 - Nancy, 1660) foi um pintor francês. Trabalhou para a corte do duque de Lorena. De estilo maneirista, poucas de suas obras foram conservadas, enfatizando a série alegórica Os quatro elementos (Museu de Belas Artes de Orléans). Em sua oficina, trabalhou Claude Lorrain (1625-1627), com quem ele decorou a igreja das Carmelitas de Nancy.